# ソルバイト
ソルバイト（英: sorbite）とは、鋼の組織の一種であり、マルテンサイトを約500 - 650℃程度で焼戻しすることにより得られる、微細なセメンタイトとフェライトの混合組織である。名称は、1863年に発見したイギリスの顕微鏡学者ヘンリー・ソービーに由来する。以前は焼戻しソルバイトや一次ソルバイトと呼ばれていたが、現在では単にソルバイトと呼ばれる。また、同じく現在ではあまり使用されないが、トルースタイトよりセメンタイト粒が粗いことから、日本の冶金学者本多光太郎による粗粒陂（ソルビー）という漢字の当て字がある。
以前は、オーステナイトを空冷あるいは鉛浴焼入れして得られる組織のことが、ソルバイト、一次ソルバイト、焼入れソルバイトなどと呼ばれていた。現在では、これらはソルバイトとは呼ばれず、微細パーライトと呼ばれる。
フェライト中のセメンタイトは、光学顕微鏡約400倍程度で判別できる程度の大きさの微細な球状セメンタイトとなっている。トルースタイトよりもセメンタイトの粗大化が進んでいるのが特徴である。
機械的性質については、マルテンサイト、トルースタイトに比較すると、硬さ、疲労限度などは低いが、その分靱性、耐衝撃性が高い。ビッカース硬さは約280 HVで、
ロックウェル硬さは約34 HRCである。疲労限度を引張強さで除した値である疲労限度比は0.56 - 0.63程度となっている。靱性の高さを生かして、機械部品や搬送用部品などで使用される。